# G20

kraje członkowskie grupy G20
kraje reprezentowane przez Unię Europejską
kraje reprezentowane przez Unię Afrykańską
stali goście

     kraje członkowskie grupy G20
     kraje reprezentowane przez Unię Europejską
     kraje reprezentowane przez Unię Afrykańską
     stali goście
G20 – grupa skupiająca 19 państw oraz Unię Europejską i Unię Afrykańską, której celem jest dyskusja nad wspólną polityką finansową. Członkowie spotykają się raz do roku, a ich reprezentantami są ministrowie finansów. Z zasady należą do niej państwa będące wysoko w rankingu nominalnego produktu krajowego brutto (bez uwzględnienia siły nabywczej, szarej strefy i pracy nieodpłatnej stanowiącej większość produkcji południa) na świecie, jednak reprezentację w G20 ma też kilka krajów niemieszczących się w rzeczywistej pierwszej dwudziestce większości rankingów gospodarczych, natomiast nie posiada jej kilka krajów rzeczywiście się do niej zaliczających.
Ze względu na swój niedemokratyczny charakter działalność grupy wzbudza wiele protestów, zwłaszcza ze strony alterglobalistów. Wielu z nich krytykuje również m.in. fakt, że chociaż Unia Europejska jest teoretycznie reprezentowana jako całość na każdym szczycie, to trzech jej  członków o najwyższym nominalnym PKB, wysyła na nie swoje własne delegacje.

## Struktura organizacyjna
G20 nie ma stałego sekretariatu. Przewodniczący, wyznaczany na roczną kadencję na zasadzie rotacji, powołuje każdorazowo tymczasowy sekretariat. Pracami G20 zarządza trójka złożona z obecnego, poprzedniego i następnego przewodniczącego.

### Liderzy G20
| Członek           | Stanowisko przedstawiciela                 | Przedstawiciel                  | Minister finansów           | Szef Banku Centralnego       |
| ----------------- | ------------------------------------------ | ------------------------------- | --------------------------- | ---------------------------- |
| Argentyna         | prezydent                                  | Javier Milei                    | Luis Caputo                 | Santiago Bausili             |
| Australia         | premier                                    | Anthony Albanese                | Josh Frydenberg             | Philip Lowe                  |
| Brazylia          | prezydent                                  | Luiz Inácio Lula da Silva       | Paulo Guedes                | Roberto Campos Neto          |
| Kanada            | premier                                    | Mark Canrey                     | François-Philippe Champagne | Stephen Poloz                |
| Chiny             | przewodniczący Chińskiej Republiki Ludowej | Xi Jinping                      | Liu Kun                     | Yi Gang                      |
| Francja           | prezydent                                  | Emmanuel Macron                 | Bruno Le Maire              | François Villeroy de Galhau  |
| Niemcy            | kanclerz                                   | Friedrich Merz                  | Christian Lindner           | Jens Weidmann                |
| Indie             | premier                                    | Narendra Modi                   | Nirmala Sitharaman          | Shaktikanta Das              |
| Indonezja         | prezydent                                  | Joko Widodo                     | Sri Mulyani Indrawati       | Perry Warjiyo                |
| Włochy            | premier                                    | Giorgia Meloni                  | Daniele Franco              | Ignazio Visco                |
| Japonia           | premier                                    | Shigeru Ishiba                  | Tarō Asō                    | Haruhiko Kuroda              |
| Meksyk            | prezydent                                  | Claudia Sheinbaum               | Arturo Herrera Gutiérrez    | Alejandro Díaz de León       |
| Rosja             | prezydent                                  | Władimir Putin                  | Anton Siłuanow              | Elwira Nabiullina            |
| Arabia Saudyjska  | król                                       | Salman ibn Abd al-Aziz Al Su’ud | Mohammed Al-Jadaan          | Ahmad Abdulkarim Al-Khulaifi |
| Południowa Afryka | prezydent                                  | Cyril Ramaphosa                 | Tito Titus Mboweni          | Lesetja Kganyago             |
| Korea Południowa  | prezydent                                  | Yoon Suk-yeol                   | Hong Nam-ki                 | Lee Ju-yeol                  |
| Turcja            | prezydent                                  | Recep Tayyip Erdoğan            | Berat Albayrak              | Murat Uysal                  |
| Wielka Brytania   | premier                                    | Keir Starmer                    | -                           | Andrew Bailey                |
| Stany Zjednoczone | prezydent                                  | Donald Trump                    | Janet Yellen                | Jerome Powell                |
| Unia Europejska   | przewodniczący Rady Europejskiej           | António Costa                   | Valdis Dombrovskis          | Christine Lagarde            |
| Unia Europejska   | przewodniczący Komisji Europejskiej        | Ursula von der Leyen            | Valdis Dombrovskis          | Christine Lagarde            |
| Unia Afrykańska   | przewodniczący                             | Muhammad wuld al-Ghazwani       | Victor Harison              |                              |

## Szczyty G20
- 1999: Berlin (Niemcy)
- 2000: Montreal (Kanada)
- 2001: Ottawa (Kanada)
- 2002: Delhi (Indie)
- 2003: Morelia (Meksyk)
- 2004: Berlin (Niemcy)
- 2005: Pekin (Chiny)
- 2006: Melbourne (Australia)

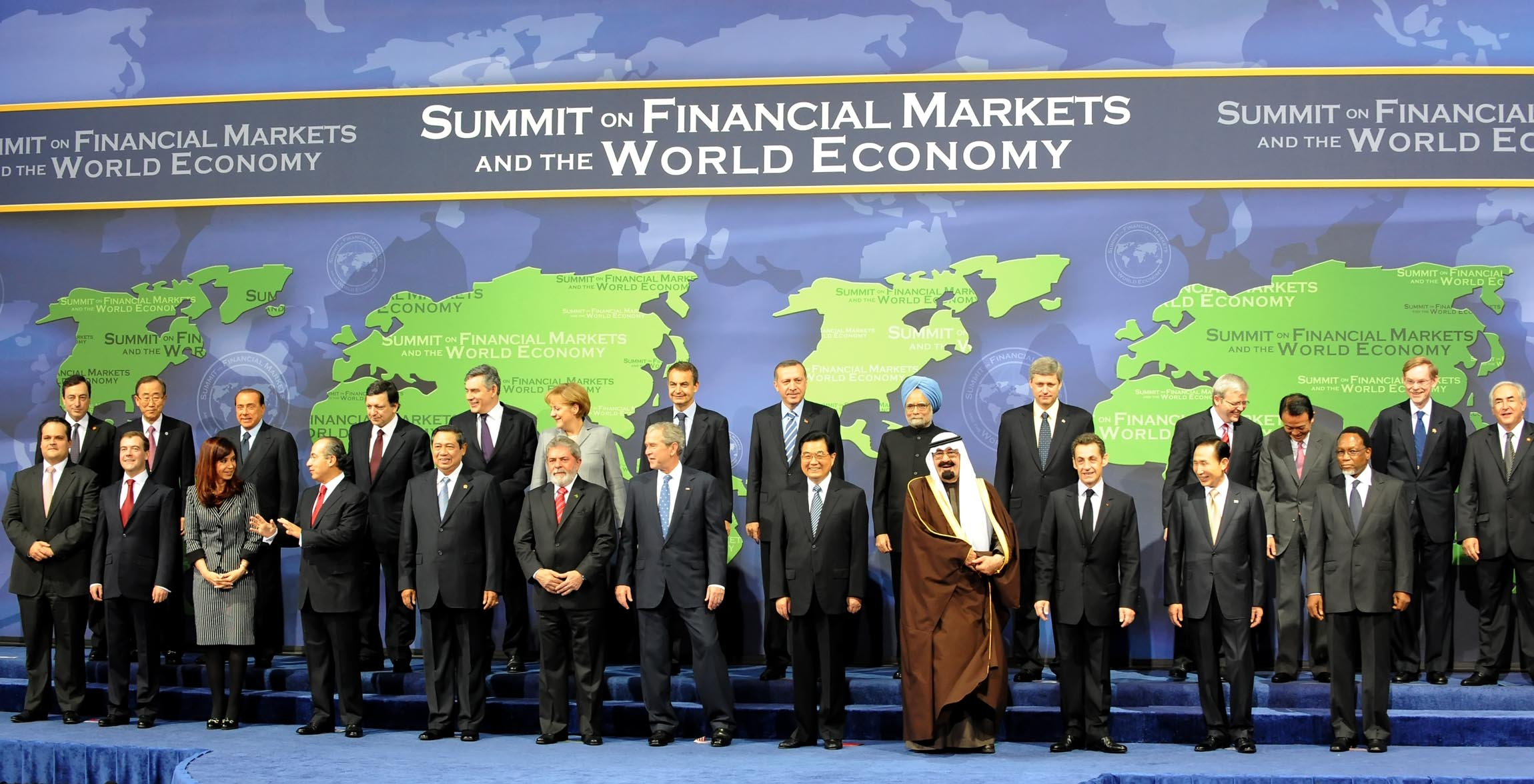
Szczyt grupy G20 w Waszyngtonie (2008)

- 2007: Kapsztad (Republika Południowej Afryk)
- 2008: São Paulo (Brazylia)
- 2008: Waszyngton (Stany Zjednoczone)
- 2009: Londyn (Wielka Brytania)
- 2009: Pittsburgh (Stany Zjednoczone)
- 2010: Toronto (Kanada)
- 2010: Seul (Korea Południowa)
- 2011: Cannes (Francja)
- 2012: Los Cabos (Meksyk)
- 2013: Petersburg (Rosja[2])
- 2014: Brisbane (Australia[3])
- 2015: Antalya (Turcja[4])
- 2016: Hangzhou (Chiny[5])
- 2017: Hamburg (Niemcy[6])
- 2018: Buenos Aires (Argentyna)
- 2019: Osaka (Japonia)
- 2020: Rijad (Arabia Saudyjska)
- 2021: Rzym (Włochy)
- 2022: Bali (Indonezja)
- 2023: Nowe Delhi (Indie)
- 2024: Rio de Janeiro (Brazylia)
- 2025: Johannesburg (Republika Południowej Afryki)

## Dane ekonomiczne członków
| Członek           | Wymiana handlowa mld USD (2014) | PKB nominalne mld USD (2017) | PKB (PSN) mld USD (2017) | PKB (nominalne) na mieszkańca USD (2015) | PKB (PSN) na mieszkańca USD (2015) | Wskaźnik rozwoju społecznego (2015) | Populacja (2014) | Powierzchnia (2017) | P5 | G4 | G7 | BRICS | MIKTA | DAC | OECD | Brytyjska Wspólnota Narodów | N11 | Mercosur | SAARC | klasyfikacja państwa według MFW |
| ----------------- | ------------------------------- | ---------------------------- | ------------------------ | ---------------------------------------- | ---------------------------------- | ----------------------------------- | ---------------- | ------------------- | -- | -- | -- | ----- | ----- | --- | ---- | --------------------------- | --- | -------- | ----- | ------------------------------- |
| Argentyna         | 142,370                         | 594,975                      | 924,481                  | 13,589                                   | 22,554                             | 0.827                               | 42,961,000       | 2,780,400           | –  | –  | –  | –     | –     | –   | –    | –                           | –   | T        | –     | Rozwijające się                 |
| Australia         | 496,700                         | 1343,608                     | 1,246,480                | 50,962                                   | 47,389                             | 0.939                               | 23,599,000       | 7,692,024           | –  | –  | –  | –     | T     | T   | T    | T                           | –   | –        | –     | Rozwinięte                      |
| Brazylia          | 484,600                         | 2140,940                     | 3,217,986                | 8,670                                    | 16,155                             | 0.754                               | 202,768,000      | 8,515,767           | –  | T  | –  | T     | –     | –   | –    | –                           | –   | T        | –     | Rozwijające się                 |
| Kanada            | 947,200                         | 1532,340                     | 1,742,656                | 43,332                                   | 44,967                             | 0.920                               | 35,467,000       | 9,984,670           | –  | –  | T  | –     | –     | T   | T    | T                           | –   | –        | –     | Rozwinięte                      |
| Chiny             | 4,201,000                       | 12361,737                    | 23,066,642               | 7,990                                    | 14,107                             | 0.738                               | 1,367,520,000    | 9,572,900           | T  | –  | –  | T     | –     | –   | –    | –                           | –   | –        | –     | Rozwijające się                 |
| Francja           | 1,212,300                       | 2570,023                     | 2,833,151                | 37,675                                   | 41,181                             | 0.897                               | 63,951,000       | 640,679             | T  | –  | T  | –     | –     | T   | T    | –                           | –   | –        | –     | Rozwinięte                      |
| Niemcy            | 2,866,600                       | 3618,621                     | 4,122,402                | 40,997                                   | 46,893                             | 0.926                               | 80,940,000       | 357,114             | –  | T  | T  | –     | –     | T   | T    | –                           | –   | –        | –     | Rozwinięte                      |
| Indie             | 850,600                         | 2457,748                     | 9,585,371                | 1,617                                    | 6,162                              | 0.624                               | 1,259,695,000    | 3,287,263           | –  | T  | –  | T     | –     | –   | –    | T                           | –   | –        | T     | Rozwijające się                 |
| Indonezja         | 346,100                         | 1014,867                     | 3,256,727                | 3,362                                    | 11,126                             | 0.689                               | 251,490,000      | 1,904,569           | –  | –  | –  | –     | T     | –   | –    | –                           | T   | –        | –     | Rozwijające się                 |
| Włochy            | 948,600                         | 1895,318                     | 2,289,578                | 29,867                                   | 35,708                             | 0.887                               | 60,665,551       | 301,336             | –  | –  | T  | –     | –     | T   | T    | –                           | –   | –        | –     | Rozwinięte                      |
| Japonia           | 1,522,400                       | 5106,259                     | 5,066,064                | 32,486                                   | 38,054                             | 0.903                               | 127,061,000      | 377,930             | –  | T  | T  | –     | –     | T   | T    | –                           | –   | –        | –     | Rozwinięte                      |
| Korea Południowa  | 1,170,900                       | 1521,000                     | 2,029,861                | 27,195                                   | 36,511                             | 0.901                               | 50,437,000       | 100,210             | –  | –  | –  | –     | T     | T   | T    | –                           | T   | –        | –     | Rozwinięte                      |
| Meksyk            | 813,500                         | 1124,316                     | 2,410,946                | 9,009                                    | 17,534                             | 0.762                               | 119,581,789      | 1,964,375           | –  | –  | –  | –     | T     | –   | T    | –                           | T   | –        | –     | Rozwijające się                 |
| Rosja             | 844,200                         | 1442,406                     | 3,866,332                | 9,055                                    | 25,411                             | 0.804                               | 146,300,000      | 17,098,242          | T  | –  | –  | T     | –     | –   | –    | –                           | –   | –        | –     | Rozwijające się                 |
| Arabia Saudyjska  | 521,600                         | 689,004                      | 1,803,419                | 20,813                                   | 53,624                             | 0.847                               | 30,624,000       | 2,149,690           | –  | –  | –  | –     | –     | –   | –    | –                           | –   | –        | –     | Rozwijające się                 |
| Południowa Afryka | 200,100                         | 288,199                      | 758,123                  | 5,695                                    | 13,165                             | 0.666                               | 53,699,000       | 1,221,037           | –  | –  | –  | T     | –     | –   | –    | T                           | –   | –        | –     | Rozwijające się                 |
| Turcja            | 417,000                         | 769,474                      | 1,756,510                | 9,437                                    | 20,438                             | 0.767                               | 77,324,000       | 783,562             | –  | –  | –  | –     | T     | –   | T    | –                           | T   | –        | –     | Rozwijające się                 |
| Wielka Brytania   | 1,189,400                       | 2609,912                     | 2,877,505                | 43,771                                   | 41,159                             | 0.909                               | 64,511,000       | 242,495             | T  | –  | T  | –     | –     | T   | T    | T                           | –   | –        | –     | Rozwinięte                      |
| Stany Zjednoczone | 3,944,000                       | 19377,203                    | 19,377,203               | 55,805                                   | 55,805                             | 0.920                               | 318,523,000      | 9,526,468           | T  | –  | T  | –     | –     | T   | T    | –                           | –   | –        | –     | Rozwinięte                      |
| Unia Europejska   | 4,485,000                       | 16970,024                    | 20,745,303               | 31,918                                   | 37,852                             | 0.876                               | 505,570,700      | 4,422,773           | –  | –  | T  | –     | –     | T   | –    | –                           | –   | –        | –     | —                               |

## Polskie aspiracje
Treść tej sekcji należy opracować w taki sposób, aby nie uwypuklała nadmiernie polskiej specyfiki / aby nie zawężała się tylko do polskich warunków
Dokładniejsze informacje o tym, co należy poprawić, być może znajdują się w dyskusji tej sekcji.
 Po wyeliminowaniu niedoskonałości należy usunąć szablon {{Dopracować}} z tej sekcji.
Przed szczytem G20 w Londynie w roku 2009, w polskim rządzie pojawiały się głosy sugerujące, że Polska powinna starać się o zaproszenie do uczestnictwa w londyńskim szczycie. Jednym z argumentów był brak wśród członków G20 reprezentanta regionu Europy Środkowej i Wschodniej. Negatywnie komentowano także fakt, iż kilku europejskich przywódców mówi w imieniu wszystkich bez jakiegokolwiek upoważnienia, natomiast w kwestiach dotyczących kompetencji Unii Europejskiej reprezentować ją powinna Komisja Europejska.
Także w roku 2010 w Polsce zgłaszane były postulaty, aby została ona przyjęta do G20. W 2010 roku podczas spotkania z korpusem dyplomatycznym prezydent Lech Kaczyński wyraził opinię, iż Polska zasługuje na miejsce wśród państw należących do G20: „Polska gospodarka jest, według naszych obliczeń, osiemnasta. Miejsce mojego kraju jest w G20. To jest postulat prosty. Raz: wynikający z rozmiarów polskiej gospodarki. Dwa: wynikający z tego, że Polska jest największym krajem pewnego regionu i największym krajem, który przeżył pewną historię. Tą historią jest historia transformacji”.
W 2012 roku Tim Fergusson z „Forbes” napisał, że Polska powinna zastąpić w G20 Argentynę. W artykule tym dowodzi, że polska gospodarka jest na drodze do roli przewodniej w Europie, w wyniku czego Polska ma znacznie większą legitymację do członkostwa niż przeżywająca kolejny kryzys Argentyna. Podobne opinie były wyrażane również przez amerykańskie czasopismo „Foreign Policy”, gazetę „The Wall Street Journal”, a także przez Mamtę Murthi z Banku Światowego.
W 2014 roku podczas XXIV Forum Ekonomicznego w Krynicy agencja doradcza Ernst & Young przedstawiła wyniki badań nad optymalnym składem G20. Po przebadaniu kilku tysięcy międzynarodowych powiązań handlowych, inwestycyjnych i instytucjonalnych, kierując się różnymi kryteriami doboru, wytypowano optymalnych członków, z Polską jako jednym z nich.
18 i 19 marca 2017 ówczesny wicepremier Mateusz Morawiecki uczestniczył w spotkaniu ministrów finansów w Baden-Baden jako pierwszy polski przedstawiciel na tym szczycie w historii. Dwa tygodnie później, 6 i 7 kwietnia 2017 ówczesny sekretarz stanu w Ministerstwie Cyfryzacji oraz pełnomocnik rządu ds. jednolitego rynku cyfrowego Krzysztof Szubert uczestniczył w spotkaniu ministrów cyfryzacji G20 w Düsseldorfie jako pierwszy polski przedstawiciel w tym gremium (oraz druga osoba w historii Polski).
W 2021 r. Polska podjęła starania do włączenia w prace G20 w trakcie przypadającej na 2022 r. prezydencji Indonezji. Polska została zaproszona jako gość prezydencji do udziału w pracach G20 Energy Transition Working Group. W dniach 30 września-1 października 2022 r. miało miejsce spotkanie ministrów właściwych ds. energii G20, w którym uczestniczyła Anna Moskwa, minister klimatu i środowiska. Było to trzecie zaproszenie dla polskiego ministra na spotkanie ministerialne G20. 
Podczas prezydencji Indonezji w G20 w 2022 r. przedstawiciele Polski uczestniczyli w pracach formatu Biznes20 (B20). W trakcie szczytu B20 w dniach 13-14 listopada 2022 r. na Bali ze strony Polski uczestniczyli m.in. Michał Kurtyka, były minister klimatu i środowiska (udział w panelu „Creating a Sustainable Resilient Economy Through Innovation”), Radosław Domagalski-Łabędzki, prezes RAFAKO S.A. (udział a panelu „Investing in green ventures for sustainable growth”) oraz Janusz Filipiak, prezes COMARCH S.A.. 
W trakcie przewodnictwa Republiki Indonezji w G20 w 2022 r. przedstawiciele Polski zostali również zaproszeni do udziału w pracach formatu Youth20 (pre-summit) oraz jako obserwator w szczycie formatu Religion20.
W marcu 2022 r. podczas pobytu w USA minister rozwoju Piotr Nowak przedstawił propozycję, aby Polska zastąpiła Rosję jako członek G20.